# البطولة الوطنية المجرية 1919–20
البطولة الوطنية المجرية 1919–20 (بالمجرية: 1919–1920-as magyar labdarúgó-bajnokság)‏ هو الموسم 17 من  البطولة الوطنية المجرية. أشرف على تنظيمه اتحاد المجر لكرة القدم، وكان عدد الأندية المشاركة فيه  15، وفاز فيه نادي بودابست.